# Alnus suginoi
Alnus suginoi là một loài thực vật có hoa trong họ Betulaceae. Loài này được Sugim. mô tả khoa học đầu tiên năm 1968.